# جواو رودريغوس إستيفيز
جواو رودريغوس إستيفيز (بالبرتغالية: João Rodrigues Esteves‏) هو ملحن برتغالي، ولد في 1700، وتوفي في 1751.

## وصلات خارجية
- جواو رودريغوس إستيفيز على موقع ميوزك برينز (الإنجليزية)
- جواو رودريغوس إستيفيز على موقع ديسكوغز (الإنجليزية)